# Port de Categoria especial
Categoria especial (del francès: hors catégorie; en català: fora de categoria), és una catalogació dels ports de muntanya en el ciclisme en carretera utilitzada en la gran majoria de curses ciclistes per a diferenciar els ports d'«alta dificultat» (1a categoria) dels d'«extrema dificultat» (categoria especial).
A més d'utilitzar-se amb finalitats publicitaris, els ports de categoria especial atorguen més punts per a la classificació de la muntanya de les curses ciclistes respecte als ports de categories inferiors.

## Història
Aquesta catalogació va començar a utilitzar-se en el Tour de França 1979 a causa de la gran quantitat de ports de 1a categoria que van començar a pujar-se. Mentre altres carreres importants van anar adaptant aquesta categoria a les seves carreres, altres com el Giro d'Itàlia va seguir amb la seva catalogació habitual sense aquesta categoria especial.

## Criteri per a catalogar un port com a especial
Igual que succeeix amb la resta de catalogacions de ports, aquesta categoria i la seva catalogació pot variar d'una carrera a una altra i fins i tot d'una edició a una altra, depenent la seva ubicació en l'etapa. Per exemple, la categoria especial sol reservar-se als ports que són final d'etapa. Això es deu al fet que al final de l'etapa els ciclistes estan més cansats, per la qual cosa la dificultat del port és major que quan se situa en un punt intermedi de l'etapa.
Un del criteris més utilitzats per a classificar la categoria d'un port de muntanya és l'utilitzant un coeficient de dificultat que es calcula per a cada quilòmetre de port i es suma el conjunt. La classificació seria la següent:
| Categoria | Coeficient |
| --------- | ---------- |
| No puntua | <15        |
| 4a        | 15-29      |
| 3a        | 30-59      |
| 2a        | 60-119     |
| 1a        | 120-239    |
| Especial  | >239       |

Punts repartits en curses ciclistes:
| Categoria / Posició | 1º | 2º | 3º | 4º | 5º | 6º | 7º | 8º |
| ------------------- | -- | -- | -- | -- | -- | -- | -- | -- |
| Especial            | 20 | 15 | 12 | 10 | 8  | 6  | 4  | 2  |
| 1ª categoria        | 10 | 8  | 6  | 4  | 2  | 1  | 0  | 0  |
| 2ª categoria        | 5  | 3  | 2  | 1  | 0  | 0  | 0  | 0  |
| 3ª categoria        | 2  | 1  | 0  | 0  | 0  | 0  | 0  | 0  |
| 4ª categoria        | 1  | 0  | 0  | 0  | 0  | 0  | 0  | 0  |

## Ports de categoria especial
En aquest llistat es mostren els ports que han estat catalogats d'especial almenys una vegada, independentment del seu vessant, ordenats per ordre alfabètic.
 França (35)
| - Alpe d'Huez - Aubisque - Gourette - Balès - Beal - Bonette - Chamrousse - Croix de Fer - Mont Faron - Galibier - Glandon - Grand Colombier | - Granon - Hautacam - Colle dell'Agnello - Col d'Aubisque - Col de l'Iseran - Isola 2000 - Izoard - Joux-Plane - La Plagne - Plateau de Beille - Larrau - Luz-Ardiden - Madeleine - Mont Ventoux - Pailhères | - Pra-Loup - Pla d'Adet - Puy de Dôme - Rochère en Chartreuse - Semnoz - Soudet - Soulor - Superbagnères - Tourmalet - La Mongie - Val Thorens |

 Espanya (30)
| - Ainé - Aitana - Alto Campoo - Fuente del Chivo - Ancares - Angliru - Cabeza de Manzaneda - Calar Alto - Cerler - Cotobello - El Acebo | - La Covatilla - Somiedo - La Farrapona - Llacs de Covadonga - Los Machucos - Lagunas de Neila - Navacerrada - Bola del Mundo - La Pandera - Las Palomas - Pajares-Brañilin - Cuito Negro - Coll de Pal | - Pedraforca - Peña Cabarga - Pla de Beret - Polopos - Rasos de Peguera - Redondal - San Isidro - San Lorenzo - Sierra de Aitana - Sierra Nevada - Hazallanas - Valdezcaray - Vallter 2000 |

 Suïssa (16)
| - Albulapass - Arosa - Cari - Crans-Montana - Finhaut-Emosson - Florclaz - Flüelapass | - Furkapass - Glaubenbielen - Grimselpass - Klausenpass - Lurkmanierpass - Nufenenpass - Oberalp Pass | - San Gotardo - Saas-Fee - Simplonpass - Sustenpass - Verbier |

 Andorra (7)
- Arinsal
- Pal
- Els Cortals d'Encamp
- Coll de la Gallina
- La Rabassa
- Ordino-Arcalís

 Estats Units (7)
- Empire Pass
- Gibraltar Road
- Muntanya Hamilton
- Munti Diable
- Mountain High
- Powder Mountain
- Snowbird

 Àustria (5)
- Hochtor
- Kaunertaler Gletscherstrasse
- Kitzbüheler Horn
- Kühtai
- Rettenbachtal
- Sölden

 Colòmbia (4)
- Alt de la Línia
- Alt de Lletres
- Alt de Finestres
- Alt d'Ensabonada Negra

 Portugal (2)
- Penhas dona Saúde
- Torre

 Itàlia (1)
- Cenis

2 o més països
- Agnel/Agnello
- Envalira
  - Grau Roig
- Larrau
- Lombarde
- Gran San Bernardo

## Giro d'Itàlia
En la seva catalogació de ports de muntanya, el Giro d'Itàlia no utilitza la categoria Especial. Els ports més durs són catalogats com de 1.ª categoria. Alguns dels ascensos més durs del Giro d'Itàlia són:
- Marmolada
- Muntanya Zoncolan
- Mortirolo
- Pas Stelvio
- Pas Gavia
- Tres Cims de Lavaredo
- Pas Giau
- Pas Pordoi
- Pas Sella
- Pas de Valparola
- Passo Valls
- Pas de Esischie
- Colle delle Finestre
- Passo Manghen